# Dietrich Staritz
Dietrich Staritz (* 11. Juli 1934 in Berlin; † 2020) war ein deutscher Politologe. Er war Spiegel-Redakteur, Hochschullehrer an der FU Berlin und schließlich Zeithistoriker an der Universität Mannheim. Von 1961 bis 1972 war er Agent der DDR-Staatssicherheit.

## Leben, Studium, Politik
Dietrich Staritz wuchs als Sohn des Historikers und Publizisten Ekkehart Staritz und seiner Frau Annemarie, geb. Härting, einer Schauspielerin, in Berlin auf. Nach Abitur an der Diesterweg-Schule in Berlin-Wedding 1953 absolvierte er zunächst eine Lehre in der Berliner Bank für Handel und Industrie AG und wurde Mitglied der FDJ sowie SED-Kandidat. Ab 1956 studierte Staritz Finanzökonomie an der Humboldt-Universität (HU) in Ost-Berlin.
Mit Kommilitonen geriet er 1957 in der DDR in die „Parteisäuberung“, die auf die kurze „Tauwetter-Periode“ nach dem 20. Parteitag der KPdSU folgte und zu zahlreichen Verhaftungen führte, darunter die seines Bruders Joachim, den man 1958 wegen angeblichen Staatsverrats zu acht Jahren Zuchthaus verurteilt hatte. Dietrich Staritz wurde als „Fraktionsmacher“ von der Liste der SED-Kandidaten gestrichen und von der HU relegiert.
Staritz flüchtete 1958 nach West-Berlin. Wie sein Freund Walter Barthel hatte Staritz politische Hoffnungen auf das blockfreie sozialistische Jugoslawien gesetzt und wollte deshalb sein Studium in Belgrad fortsetzen. Da eine Reise dorthin enttäuschend endete, studierte er ab 1958/59 in West-Berlin Politologie an der Deutschen Hochschule für Politik (später Otto-Suhr-Institut der Freien Universität Berlin). Er wurde nach dem Diplom Assistent von Ossip K. Flechtheim, bei dem er im Februar 1968 mit einer Arbeit über die National-Demokratische Partei Deutschlands (NDPD) der DDR promoviert wurde.
Staritz war im SDS aktiv und schrieb Beiträge für Augsteins gescheitertes Zeitungs-Projekt Heute. 1968 engagierte ihn der Spiegel als Redakteur.
1972 wechselte Staritz auf eine Assistenzprofessoren-Stelle am Otto-Suhr-Institut (Schwerpunkt DDR-Forschung), wurde 1976 mit der Arbeit Sozialismus in einem halben Lande habilitiert und 1980 Professor ebendort. 1982 wurde er unter Hermann Weber geschäftsführender Leiter des Arbeitsbereichs Geschichte und Politik der DDR an der Universität Mannheim und lehrte dort. Er verfasste zahlreiche weitere Texte zur Zeitgeschichte und zur Parteienforschung.
Nach 1978 konnte Staritz nicht mehr in die DDR einreisen, da er sich mit Rudolf Bahro solidarisiert hatte. Erst 1994 erfolgte die Aufdeckung seiner Tätigkeit für das MfS durch die Gauck-Behörde; Hubertus Knabe erwähnte ihn daraufhin in seinem Buch Die unterwanderte Republik.
Staritz wurde von seinen Aufgaben entbunden und konnte 1996 vorzeitig in den Ruhestand gehen. Zum Teil wegen des durch Staritz hervorgerufenen Personalskandals wurde der Arbeitsbereich Geschichte und Politik der DDR in Mannheim aufgegeben. Sein 1996 bei Suhrkamp wiederaufgelegter Text Geschichte der DDR, der aus dem Jahr 1985 stammt, gilt der Frankfurter Allgemeinen Zeitung in einer Rezension u. a. als „schöngeschriebene DDR-Geschichte und als  überarbeitete Version eines zehn Jahre alten Fehlversuchs zur DDR-Geschichtsschreibung“. Insbesondere wurde u. a. bemängelt, dass Staritz „den diktatorischen Charakter der SED-Herrschaft ausblendete“. Staritz veröffentlichte weiterhin Fachaufsätze. 2006 nahm er mit einem Beitrag am Workshop Unternehmen DDR-Geschichte. Forschungsstand, Defizite, Projekte teil, den die der Partei Die Linke nahestehende Rosa-Luxemburg-Stiftung veranstaltete.

## Agent der DDR-Staatssicherheit
1961 wurde Dietrich Staritz  Agent des MfS und lieferte bis 1972 Informationen aus  West-Berlin. Geführt wurde er zuletzt von der Stasi-Abteilung XX/5. Sie war unter anderem zuständig für „Inspiratoren und Organisatoren der politischen Untergrundtätigkeit“ im Westen.
Unmittelbar nach dem Mauerbau im September 1961 sei Staritz klar geworden, so der Anwerbevermerk des MfS, dass dem Sozialismus die Perspektive gehöre. Das MfS machte ihm Hoffnung auf eine Verkürzung der Haft seines Bruders; dieser wurde tatsächlich nach viereinhalb Jahren Zuchthaus entlassen. 1964 wurde Staritz Mitglied der SED. Staritz traf sich in diesen Jahren mit Mitarbeitern des MfS in Ost-Berlin und lieferte u. a. Informationen, die er vom Leiter des West-Berliner Spiegel-Büros Karlheinz Vater erhalten hatte. Nach Angaben des Spiegel übergab er innerhalb von vier Jahren weit mehr Informationen an das MfS, als er in dem Hamburger Magazin veröffentlicht hatte. Für seine Arbeit erhielt er zwei Auszeichnungen: 1964 die Medaille für treue Dienste in der Nationalen Volksarmee und 1969 die Verdienstmedaille der Nationalen Volksarmee in Bronze.
Staritz gab an, bereits 1968 nach dem Einmarsch von Warschauer-Pakt-Truppen in Prag mit dem Realsozialismus ideologisch gebrochen zu haben. Im Januar 1973 fuhr Staritz alias IM Erich mit einem Stasi-Hauptmann durch Ost-Berlin, und man einigte sich auf Trennung in gegenseitigem Einvernehmen. Schon damals hielt der Bericht des MfS fest, dass sich Staritz’ Tätigkeit als „Ostexperte“ gegen die DDR richte. Ein MfS-Generalmajor hatte im Oktober 1971 der Hauptabteilung XX/5 den Auftrag für die Realisierung von „Perspektivmaßnahmen“ zum Abbruch der Verbindung mit ihm erteilt. Mit Staritz sei wohl keine zuverlässige Zusammenarbeit mehr möglich, weil er offensichtlich eine Taktik der schrittweisen Reduzierung und schließlichen Einstellung der Zusammenarbeit mit dem MfS unter Ausschaltung aller für ihn negativen Konsequenzen verfolge. Vor dem Abbruch der Verbindung sei er auf die strafrechtlichen Konsequenzen hinzuweisen, wenn er seine feindlichen Aktivitäten gegen die DDR fortsetze, so der Major.
Bei der Aufdeckung der Agententätigkeit 1994 waren seine Straftaten verjährt. Unabhängig davon liegen Zeugnisse vor, denen zufolge Staritz Ende der 1960er Jahre auch als V-Mann für das Bundesamt für Verfassungsschutz gearbeitet hatte. Der Mannheimer Institutsleiter Hermann Weber äußerte später,  dass er das Verhalten von Staritz „abscheulich“  fände. Er halte Staritz allerdings für „nicht so heimtückisch wie dessen Freund Barthel (IM »Kurt«)“.

## Schriften
- Die National-Demokratische Partei Deutschlands 1948–1953. Ein Beitrag zur Untersuchung des Parteiensystems der DDR. Berlin, 1968 (Zugl.: Berlin, Freie Univ., Diss., 1968).
- Sozialismus in einem halben Lande. Zur Programmatik und Politik der KPD/SED in der Phase der antifaschistisch-demokratischen Umwälzung in der DDR. Wagenbach, Berlin 1976, ISBN 3-8031-1069-6 (Zugl.: Berlin, Freie Univ., Habil.-Schr., 1976).
- Die Gründung der DDR. Von der sowjetischen Besatzungsherrschaft zum sozialistischen Staat. München 1995, ISBN 3-423-04524-8.
- (als Hrsg.): Das Parteiensystem der Bundesrepublik. Geschichte, Entstehung, Entwicklung. Opladen 1976, ISBN 3-8100-0161-9.
- (Hrsg. mit Hermann Weber): Einheitsfront, Einheitspartei. Kommunisten und Sozialdemokraten in Ost- und Westeuropa 1944–1948. Köln 1989, ISBN 3-8046-8718-0.
- Geschichte der DDR 1949–1985. Suhrkamp, Frankfurt/Main 1985, ISBN 978-3-518-11260-1.

Erweiterte Neuausgabe, Suhrkamp, Frankfurt/Main 1996, ISBN 3-518-11260-0.
- Was war. Historische Studien zu Geschichte und Politik der DDR. Berlin 1994, ISBN 3-926893-04-4.